# Blåeld
Blåeld (Echium vulgare) är växtart i familjen strävbladiga växter (Boraginaceae). Den är den enda i Sverige vilt förekommande arten ur släktet snokörter, även om blå snokört (Echium plataginuem) sällsynt kan uppträda tillfälligt kring trädgårdar där den odlas som prydnadsväxt. 

## Beskrivning
Blåeld är en högväxt (upp till 120 cm hög) ört med mycket styv och seg, i regel ogrenad stjälk. Stjälken är upprätt och täckt av nedåtriktade, styva hår samt i basen rödaktiga borsthår som kan upplevas stickande, särskilt om stjälken strykes mothårs. Blåeldens blad är lansettformade och spridda med en tydlig mittnerv. Även bladen är täckta av styva, liggande hår varpå deras färg kan upplevas som grågrön. Blommorna är stora och svagt klockformade med ett snedskuret bräm. Blommorna är röda under tidiga utvecklingsstadier, men blir himmelsblåa strax efter blomningens start och samlade i en axlik blomställning. Ståndarna är utskjutande ur blomman och ser blåröda ut då pollenet är blått medan ståndaren i övrigt är röd. En av ståndarna, den bakersta (i mittlinjen eller symmetriplanet), är mindre än de övriga. Eftersom ståndarna är långt utskjutande, är pollenet inte väl skyddat. Blåeld blommar i juni-juli.
Blåeld är i regel en bienn växt, men kan under goda år föröka sig under groningsåret varpå den vissnar.  
Den särskiljs från blå snokört genom att blåeldens blommor är jämnt håriga medan blå snokört enbart har blommor med hår på nerver och i blommans kant. Vidare har blå snokört enbart två utskjutande ståndare. I övrigt är blåelden svår att missta för någon annan i Sverige förekommande art.  

## Ekologi
Blåeld trivs på torra, grusiga ruderatmarker såsom torra grusbackar, vägkanter, järnvägsbankar och marker med kraftig markstörning och god dränering t.ex. byggarbetsplatser och parkeringsplatser. Blåelden utgör en lokalt viktig nektarkälla för bin. 

## Utbredning

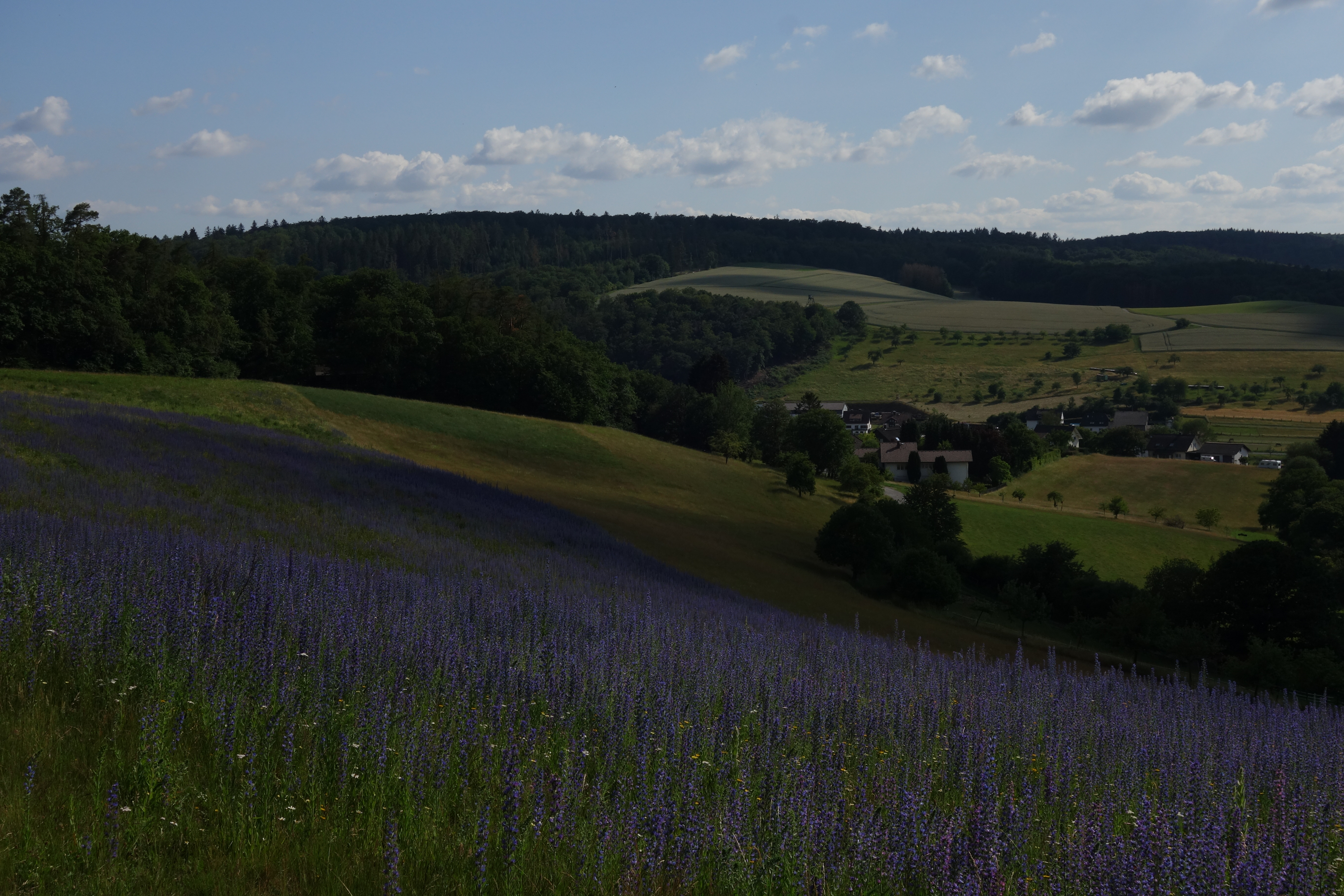
Storskalig förekomst nära Waldems-Wüstems i Taunus

Blåeld förekommer tillfälligt i stora delar av landet, men är enbart allmänt förekommande upp till Götaland. Detta gäller även för Norge och Finland. Den förekommer allmänt genom stora delar av Europa samt västra Asien och har spridits av människan till Nordamerika. I Washington har den klassificerats som en invasiv art.

## Kulturhistoria
I delar av landet har blåeld odlats som prydnadsväxt, men Ingvar Svanberg menar att den i Skåne alltid betraktats som ett ogräs, vilket upptecknade namn från 1700-talet visar på: järnört och klåkunter. Klåkunta syftar enligt Svanberg på dess sträva, rivande hår samt att blomman liknar ett kvinnligt könsorgan. Vidare berättas att man på Gotland kokade bladen och blommorna för att ge till boskapen.
Linné imponerades av blommande blåeld i stor mängd under sin skånska resa 1749: "Blå med den högsta färg betäckas de sluttande fält av Echium, att inte präktigare kan tänkas.". Harriet Hjort anger att den i 1700-talets England beskrevs som "en vandrande pest". Nyman anger att den kan komma att bli nyttig för att binda sand.

## Namnvariationer och lokala namn
- Blåtistel [7]
- Snokört [6][8]
- Blåeld, Blåtoppar, Majstänger, Sugblommor, Sugtopsar (Gotland)[3]